# 華藝學術資料庫
華藝數位 （英語：Airiti Incorporation），是華人學術電子期刊的數位內容提供商，總部位於新北市。自2006年，他們向450多家圖書館提供古典藝術圖像，並且在之後擴展到全球112個國家和地區的72,000多家圖書館。後來之後跨足於學術領域，陸續建構學術期刊、論文、電子書等資料庫產品。

## 歷史
華藝學術資料庫成立於2000年，最初提供互聯網藝術圖像索引服務，後來逐漸擴展成為藝術作品和學術期刊的專業數據庫。
2006年，華藝數位與OCLC結成聯盟，向全球圖書館提供亞洲電子內容。他們的產品包括《台灣電子期刊服務》和《故宮博物院在線》，這些項目得到了華藝數位的支持，並獲得了行政院評為最佳資助數字出版物。
2023年，華藝數位獲1111人力銀行「2023幸福企業」金獎。
2024年，正式加入2024 TALENT, in Taiwan，台灣人才永續行動聯盟 （页面存档备份，存于）

## 產品與服務
- Airiti Library 華藝線上圖書館 （页面存档备份，存于）：整合華文學術資源，收錄內容涵蓋期刊論文、碩博士論文、會議論文集等重要全文內容，是目前華文學術界收錄量最大、最完整的學術平台。
- iRead eBooks 華藝電子書 （页面存档备份，存于）：收錄近3000家出版社、逾80,000本繁體中文電子書，為台灣規模最大的中文電子書平台。
- Ainosco Search 是科探索 （页面存档备份，存于）：應用人工智慧與全文檢索技術，突破以「書」為知識單位的框架，讓書中每個字詞、概念與段落可以成為獨立的知識點
- ACI引用文獻資料庫 （页面存档备份，存于）：收錄臺灣人文社會學術期刊之書目資料與參考文獻；提供學者與學術單位實用的計量與分析功能，包括期刊文獻查詢、引用文獻查詢、各學門引用統計與研究趨勢分析等。
- iPress 華藝學術投稿平台 （页面存档备份，存于）：是結合國內外各家投審稿系統優點的一套服務期刊出版單位、學術研究者的投審稿管理系統。
- SYMSKAN文獻相似度檢索平台 （页面存档备份，存于）：協助比對文檔與他人著作的相似程度。比對內容涵蓋涵蓋學科領域包括：人文學、社會科學、基礎與應用科學、工程學、醫藥衛生、生物農學等六大類。
- Ainosco Press 華藝學術出版 （页面存档备份，存于）：華藝學術出版為華藝數位旗下出版社，主要出版經學術審查的學術期刊及研究專書，為繁體中文最具規模的學術出版社。我們秉持學術倫理精神，以國際學術論文專書寫作標準為規範，提供嚴謹學術編輯品質，打造符合國際水平的學術出版品
- ARTS（世界美術數據庫）：是一個收藏了來自台灣、中國、日本和西方世界的900名藝術家的70,000多件藝術作品的數據庫。
- CEPS（中文電子期刊服務）：是全球領先的全球華語全文中文期刊合集之一，涵蓋了廣泛的學術領域和主題。
- CETD（中文電子學位論文服務）：是亞洲地區主要大學的學位論文來源，其中包括國立台灣大學、國立清華大學、國立中興大學、淡江大學、中原大學、中山醫學大學、國立台北科技大學、元智大學、高雄醫學大學、中國醫藥大學、國立台北藝術大學、長榮大學、國立高雄餐旅大學、國立暨南國際大學、國立台灣師範大學和香港大學。

## 外部連結
- 華藝數位Facebook粉絲專頁 （页面存档备份，存于）